# Pimpla taprobanae
Pimpla taprobanae är en stekelart som beskrevs av Cameron 1897. Pimpla taprobanae ingår i släktet Pimpla och familjen brokparasitsteklar. Inga underarter finns listade i Catalogue of Life.